# Eli Franklin Burton
Eli Franklin Burton (Green River, 14 de febrero de 1879-Toronto, 6 de julio de 1948) fue un físico canadiense.

## Biografía
Nació en Green River, municipio de Pickering, Ontario, Canadá. Se graduó en la Universidad de Toronto en 1901. De 1904 a 1906 estudió coloides con Joseph John Thomson en el Laboratorio Cavendish de la Universidad de Cambridge, escribiendo una importante monografía sobre el tema en 1938. También escribió un libro de texto universitario sobre física. Se convirtió en jefe del Departamento de Física de la Universidad de Toronto en 1932.
Desarrolló el primer microscopio electrónico práctico en la Universidad de Toronto a finales de la década de 1930 con la ayuda de los estudiantes universitarios Cecil Hall, James Hillier y Albert Prebus. Fue nombrado miembro de la Royal Society of Canada y recibió la Medalla Henry Marshall Tory en 1947. Fue miembro del Consejo Nacional de Investigación de Canadá y trabajó en investigación y entrenamiento de 
Falleció en Toronto en 1948. Ahora hay un premio otorgado en su nombre por la Sociedad de Microscopía Electrónica de Estados Unidos.